# نازنین (فیلم ۱۳۹۲)
نازنین فیلمی به کارگردانی مهدی گلستانه و نویسندگی حسن انصاریان و تهیه‌کنندگی حسین فرح‌بخش و عبداله علیخانی محصول سال ۱۳۹۲ است. فیلمنامهٔ فیلم بسیار نزدیک به فیلم آواز تهران (۱۳۷۰) به کارگردانی کامران قدکچیان می‌باشد.

## خلاصه داستان
تصویری از یک نسل با کوله باری از غربت در دیاری آشنا...
داستان این فیلم شباهت بسیاری به فیلم "آواز تهران" محصول سال 1369 ساخته کامران قدکچیان دارد.

## بازیگران
| بازیگر         | نقش    |
| -------------- | ------ |
| پژمان بازغی    | نادر   |
| امیرحسین آرمان | منصور  |
| مجید صالحی     | سامان  |
| آتیلا پسیانی   | جهان   |
| سحر قریشی      | نازنین |